# Чилверс, Колин
Колин Чилверс (англ. Colin Chilvers; 1945, Англия — 19 ноября 2024) — английский координатор спецэффектов, телережиссёр и телепродюсер. Он известен своей работой над фильмами «Супермен» (1978), «Человек-кондор» (1981) и «Люди Икс» (2000).
В 1979 году, Чилверс получил премию «Оскар» за особые достижения за «Супермена».

## Карьера
Колин Чилверс начал свою карьеру с фильма 1968 года «Инспектор Клузо» в качестве руководителя по спецэффектам.
После работы художником по спецэффектам для различных фильмов, таких как «200 мотелей» (1971), «Шоу ужасов Рокки Хоррора» (1975), «Листомания» (1975) и «Риц» (1976), Чилверс стал креативным руководителем и режиссёром спецэффектов для фильма 1978 года «Супермен», и получил 3 награды в 1979 году; «Оскар», BAFTA и «Сатурн».
Чилверс снял сегмент «Smooth Criminal», для фильма с участем Майкла Джексона, «Лунная походка». За «Лунную походку», он был номинирован на премию «Грэмми» в категории «Лучший музыкальный фильм».

## Личная жизнь
У Колина Чилверса есть племянница Гейл Корбоулд и племянники; Крис, Иан, Пол и Нил Корбоулд, которые также работают художниками по спецэффектам.
Чилверс умер у себя дома в городе Форт-Эри, провинции Онтарио, Канада, 19 ноября 2024 года в возрасте 79 лет.

## Награды и номинации
- 1979 — Премия «Оскар» в категории «Лучшие визуальные эффекты»[a] («Супермен»)[14]
- 1979 — Премия «BAFTA» в категории «Лучший британский вклад в кино» («Супермен»)[15]
- 1979 — Премия «Сатурн» в категории «Лучшие спецэффекты» («Супермен»)[6]
- 1990 — Премия «Грэмми» в категории «Лучший музыкальный фильм» («Лунная походка») (номинация)[16]

## Заметки
1. ↑  Была вручена как премия за особые достижения.